# Xenopsylla cunicularis
Xenopsylla cunicularis är en loppart som beskrevs av Smit 1957. Xenopsylla cunicularis ingår i släktet Xenopsylla och familjen husloppor. Inga underarter finns listade i Catalogue of Life.